# 有机硒酸

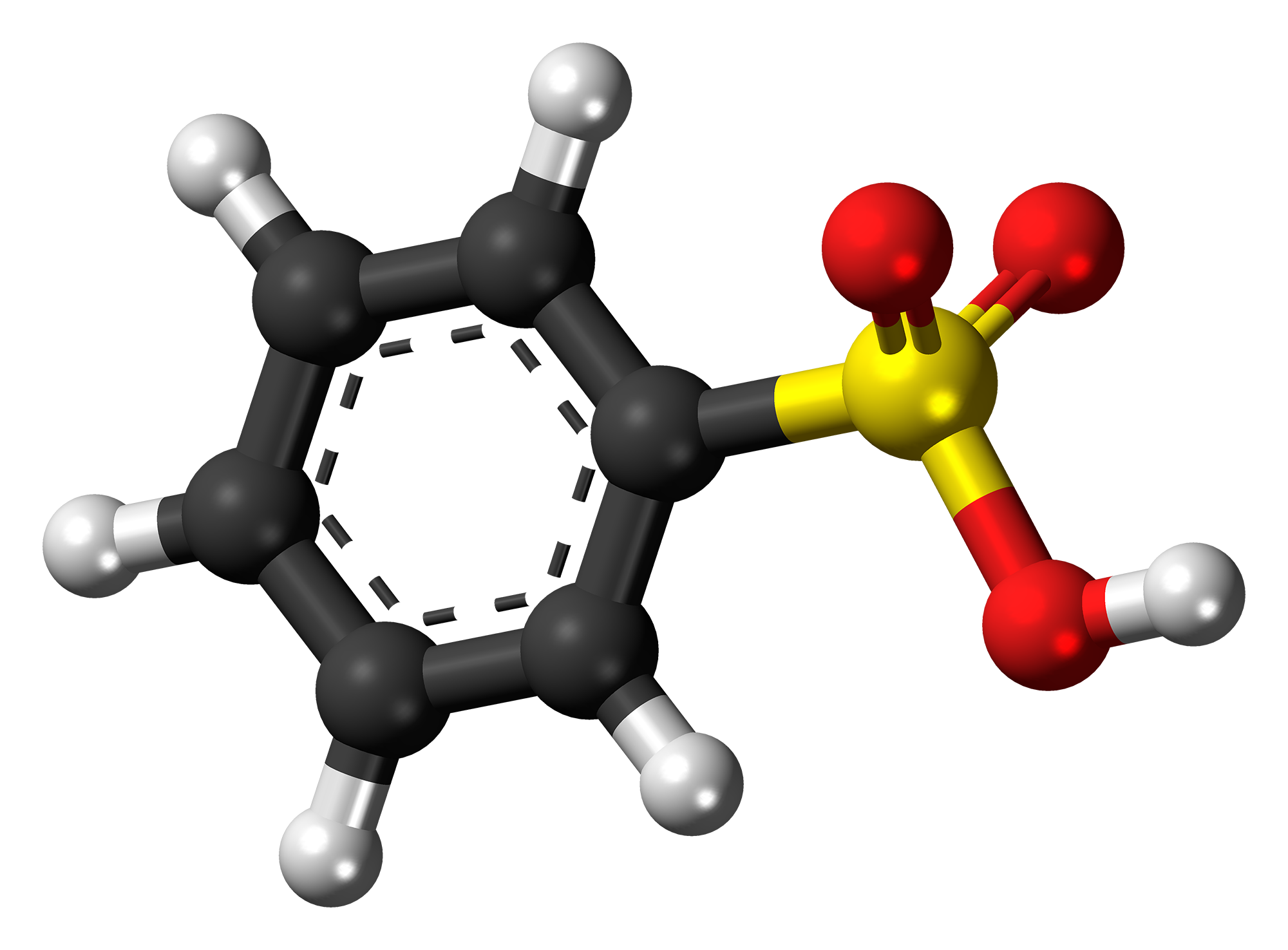
苯硒酸的结构，其中黄色的原子为硒（Se）原子。

在有机化学中，硒酸是含有–SeO3H基团的化合物，它可由高锰酸钾氧化相应的亚硒酸制得，或通过高锰酸钾和氯气氧化二硒醚得到。它的盐类是已知的。
有机硒酸是一种强酸，具有强氧化性，受热可以分解。